# Burchard de Thuringe
Pour les articles homonymes, voir Burchard et Thuringe (homonymie).
Burchard de Thuringe (tué le 3 août 908) fut duc de Thuringe et de la marche des Sorabes de peu après 892 jusqu'à sa mort.

## Biographie
Il succède à  Poppon comme duc peu après la nomination de Conrad l'Ancien, mais les raisons pour lesquelles Conrad abandonne sa charge sont inconnues. Réginon de Prüm indique en effet que 
le duché de « Boppo dux Thuringorum » est donné à « Chuonrado » en 892 et peu après à « Burchardo comitis  ». Le 24 juin 903 le roi Louis l'Enfant confirme des privilèges à l'abbaye de Saint-Gall par une charte à laquelle souscrit parmi d'autres  « fidelium nostrum » « Purchart marchio Thuringionum ». Ce Burchard semble avoir été d'origine souabe. 
En 908 il commande une grande armée lors d'une bataille contre les envahisseurs Magyars. Dans le duché de Saxe le 3 août il les combat lors d'une bataille  près d'Eisenach, mais il est défait et tué avec à ses côtés Rodolphe l'évêque de Wurtzbourg et le comte Egino,.
Après la disparition de Burchard, il n'y a plus de duc de Thuringe et le territoire est incorporé dans le duché de Saxe, mais les thuringiens demeurent un peuple distinct, et ils obtiendront plus tard dans le haut Moyen Âge la création d'un landgraviat propre.

## Descendance hypothétique
Burchard laisse deux fils, Burchard et Bardo, dont l'un fut lié avec le futur roi Conrad Ier de Germanie et qui ont tous deux été dépossédés vers 913 par Henri de Saxe. Le duc de Thuringe Burchard serait selon une hypothèse considéré comme l'ancêtre de la maison de Wettin. Dans la généalogie de la maison de Wettin de 1897, Otto Posse estime que Burchard est par l'un de ses deux fils le grand-père de Dedi de Hassegau,  qui serait selon Posse à son tour le père de Thierry ou Thiedrico, le premier des Wettin connus. Comme preuve de cette théorie il avance que Thierry et son fils Dedo sont qualifiés dans une chronique contemporaine de « Buzici », interprété comme « descendants de Burchard »